# 도박사의 오류
도박사의 오류(賭博師─誤謬)는 서로 독립적으로 일어나는 확률적 사건이 서로 확률에 영향을 미친다는 착각에서 기인한 논리적 오류로, 도박사들이 성격의 특성상 앞에서 일어난 사건과 그 뒤에 일어날 사건이 서로 독립되어 있다는 확률 이론의 가정을 받아들이지 않기 때문에 ‘도박사의 오류’라고 한다

## 예시
- 동전을 던져서 앞면이 5회 연속으로 나오면 그 다음은 뒷면이 나올 확률이 높아질 것으로 착각하게 된다.
- 윷을 던져서 도·개·걸만 계속 나오면 그 다음은 윷이나 모가 나올 확률이 높아질 것으로 착각하게 된다.
- 복권을 사서 매번 당첨되지 못한 경우 그 다음에 사면 꼭 당첨될 것이라는 잘못된 기대를 하게 되는 경우가 있다.
- 딸만 계속해서 갖게 된 부부가 다음에 아이를 갖게 된다면 꼭 아들일 것으로 착각하는 경우.
- 미국의 유명 소설가 에드거 앨런 포는 주사위를 던져 2가 5번 연속으로 나오면 그 뒤에 던질때는 다시 2가 나올 확률이 낮아진다고 주장했다.
- 성공할 확률이 10% 정도밖에 되지 않는 수술을 해야 하는 상황에서 의사가 ‘그동안 9명에게 이 수술을 했지만 실패했으니 이번엔 꼭 성공할 것이다’라며 환자를 안심시키는 경우.
- 주머니에 빨간색, 파란색, 노란색 사탕이 있을 때 4회 연속 빨간색 사탕이 나오면 다음번은 파란색이나 노란색 사탕이 나온다고 착각하는 것.

## 같이 보기
- 도박꾼의 파산
- 역 도박사의 오류
- 평균으로의 회귀
- 병적 도박